# Danza Kuduro
《Danza Kuduro》는 2010년 8월 15일 발매된 돈 오마르의 리드싱글에 수록된 히트송이다. Lucenzo의 원곡 "Vem dançar kuduro"의 가사를 포르투갈어에서 스페인어로 번역한 곡이다. Lucenzo가 피쳐링했다. 《분노의 질주: 언리미티드》의 엔딩곡으로도 쓰였다.